# Чернещина (Котелевська селищна громада)
Черне́щина —  село в Україні, у Котелевській селищній громаді Полтавського району Полтавської області. Населення становить 81 осіб. До 2020 орган місцевого самоврядування — Котелевська селищна рада.

## Географія
Село Чернещина розміщене на лівому березі річки Котельва, вище за течією на відстані 4 км наявне село Сидоряче, нижче за течією на відстані 5,5 км розташоване селище Котельва.

## Історія
12 червня 2020 року, відповідно до розпорядження Кабінету Міністрів України № 721-р «Про визначення адміністративних центрів та затвердження територій територіальних громад Полтавської області», село увійшло до складу Котелевської селищної громади.
19 липня 2020 року, в результаті адміністративно - територіальної реформи та ліквідації  Котелевського району, село увійшло до складу новоутвореного Полтавського району.

## Економіка
- Свино-товарна ферма.